# Rain (artist)
Jung Ji-hoon (născut la 25 iunie 1982) este un cântăreț, dansator, model, actor, om de afaceri și designer din Coreea de Sud.
Cariera lui muzicală include 7 albume (șase în Coreea de Sud, unul în Japonia), 19 single-uri și numeroase turnee și concerte în jurul lumii. Cariera de actor a început-o în 2003, când a câștigat premiul KBS pentru Cel Mai Bun Actor Debutant, pentru rolul său din serialul Sang Doo! Let's Go To School. În 2004, Rain a câștigat premiul KBS Excelență în Actorie pentru rolul din serialul Full House. După serialul A Love To Kill, el a jucat în primul său film coreean, I'm a Cyborg, But That's OK (2006), care a câștigat premiul Alfred Bauer la Festivalul Internațional de Film din Berlin. Rain a mai jucat în filmele americane Speed Racer (2008) și Ninja Assassin (2009), cel din urmă făcându-l să devină primul coreean care a câștigat un premiu MTV.
În 2007, Rain a părăsit agenția de management JYP Entertainment și și-a înființat propria agenție, J.Tune Entertainment.

## Cariera

### Copilăria
Rain și-a petrecut o mare parte din copilărie locuind cu părinții și sora mai mică. În ciuda faptului că era un copil introvertit și timid, el a descoperit că avea o pasiune pentru dans. Inițial, a avut un moment dificil în care trebuia să echilibreze dansul și școala și a primit note mici la începutul liceului din cauza repetițiilor de dans frecvente. A decis să își urmeze pasiunea și a urmat cursurile Liceului de Artă Anyang, unde a primit primele lecții de actorie și a putut să continue și cu dansul. Rain și-a dat seama din nou că nu poate să se concentreze și pe dans și pe lecțiile de actorie.
Rain și-a pierdut mama suferindă de diabet în 2000. În același an, Rain a fost recrutat ca stagiar pentru JYP Entertainment, condusă de cântărețul și producătorul Park Jin Young. Într-un interviu CNN și într-un documentar Discovery Channel numit Discovering Hip Korea, el a declarat însă că a fost respins de mai multe ori din cauza aspectului fizic. "De fapt, mi s-a spus după o probă că dansez și cânt grozav, dar că nu am fost acceptat pentru că nu am pleoape duble." În primii ani de formare, Rain a fost dansator în fundal.

### Debut: 2002-2003
În 2002, Ji-hoon a debutat cu albumul Bad Guy și a fost prezentat publicului pe numele de scenă Rain. După primul său album, în 2003, și-a făcut debutul în televiziune în serialul KBS, Sang Doo! Let's Go To School. Ulterior succesului ca actor și cântăreț, Rain și-a lansat cel de-al doilea album, How to Avoid The Sun.

### Creșterea popularității: 2004-2005

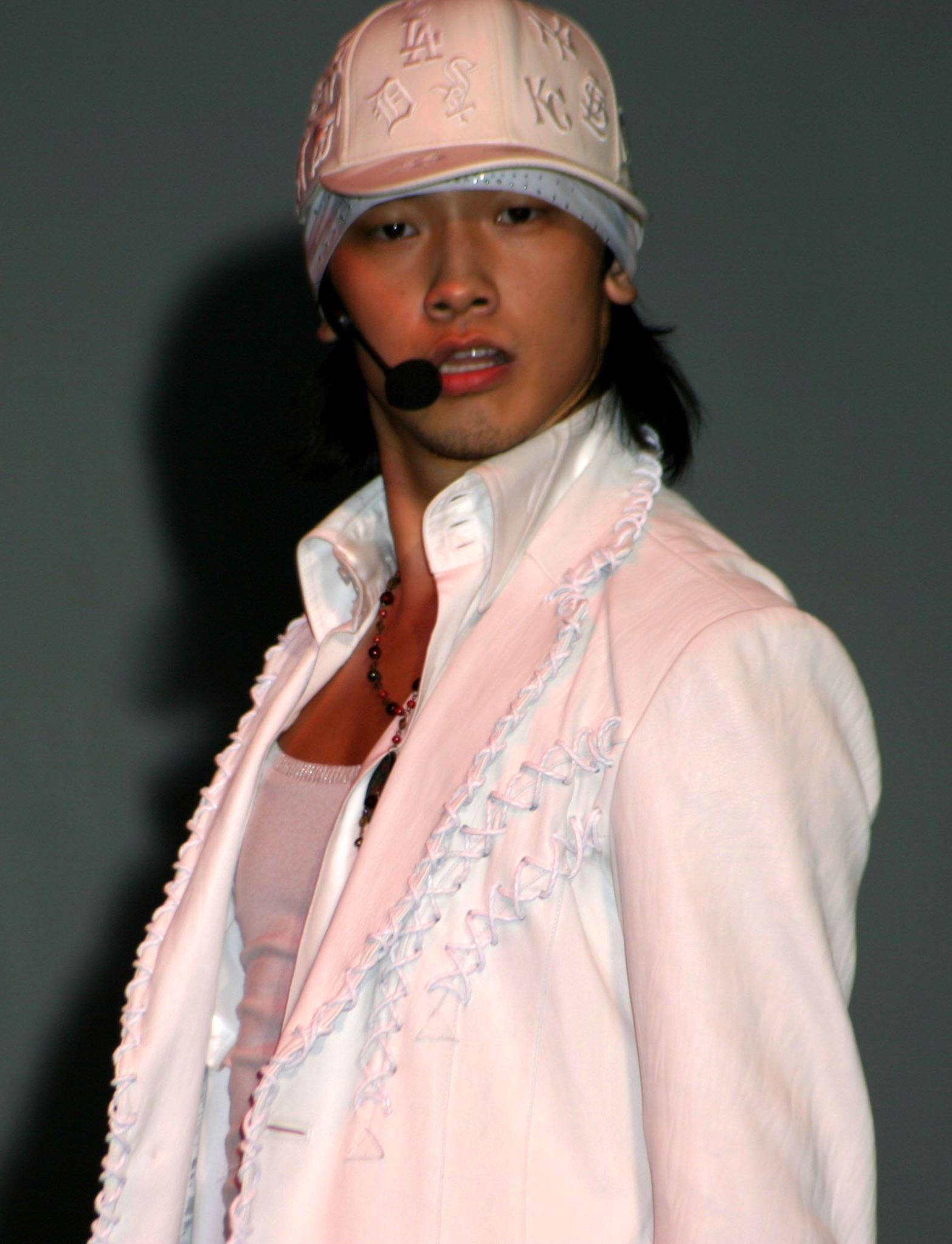
Rain în timpul unui concert.

În 2004, el a jucat în serialul de succes Full House cu una dintre cele mai iubite actrițe coreene, Song Hye Kyo. Serialul a avut un rating de peste 30% pentru fiecare episod. Acesta a fost difuzat în diferite țări cum ar fi Filipine, Malaezia, Indonezia, Singapore, Vietnam, Hong Kong, China, Japonia, Sri Lanka, Taiwan, Israel și Statele Unite. Interpretarea din serial i-a adus premiul Cel Mai Bun Actor Debutant.
Cel de-al treilea album, It's Raining, a fost vândut în peste 1 milion de copii în Asia. Potrivit unui raport al agenției lui Rain anterioare pentru Korea Culture & Content Agency, It's Raining a depășit graficele în următoarele țări până în 25 decembrie 2009: Japonia (100,000 copii), China (500,000 copii), Taiwan (70,000 copii), Thailanda (150,000 copii), Indonezia (50,000 copii), și Coreea de Sud (154,000 copii) însumând un total de 1,074,000 de albume vândute.

### Extinderea în afara Coreei
Cel de-al patrulea album al lui Rain, Rain's World, a fost lansat în Coreea pe 14 octombrie 2006.
A jucat în primul său film, I'm a Cyborg, But That's OK, regizat de Park Chan Wook. Filmul a câștigat premiul Alfred Bauer la cea de-a 57a ediție a Festivalului Internațional de Film de la Berlin și a fost ales ca film de deschidere pentru Festivalul Internațional de Film din Hong Kong. De asemenea, Rain a fost nominalizat la Cel Mai Bun Actor Debutant la Premiile Baeksang, premiu pe care l-a și câștigat.

#### Asia

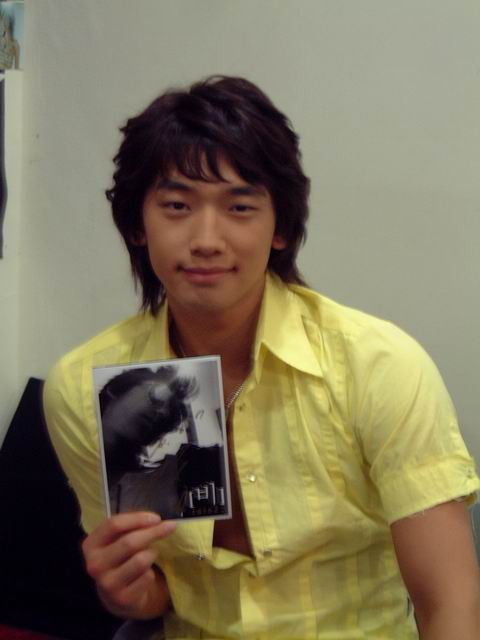
Rain în Bangkok în 2007

Turneul "Rain's Coming" a început pe 15 decembrie 2006 la stadionul Jamisil din Seul și a fost programat să continue în 2007 în următoarele țări: Singapore, Malaezia, Thailanda, Vietnam, China, Japonia, Taiwan, Australia, Statele Unite și Canada. Turneul său a avut în componența sa producători și scenografi talentați (ca Jamie King și Roy Bennett) care s-au implicat în turnee ale unor artiști precum U2, Michael Jackson, Ricky Martin, Madonna, Britney Spears, and The Rolling Stones. Vânzările biletelor trebuiau să fie de peste 100 milioane de dolari.
Rain și-a lansat primul album în Japonia, Eternal Rain, pe 13 septembrie 2006. Concertul său de la Tokyo Dome din 25 mai 2007 a avut aproape 40,000 de spectatori. Rain a fost primul artist coreean care a cântat la Tokyo Dome, cea mai mare sală de spectacole din Japonia.

#### Statele Unite
În aprilie 2006, Rain a fost menționat într-un articol de pe site-ul revistei Time care numea "100 cele mai influente persoane care dau formă lumii noastre". Rain a declarat că se simte onorat să fie pe listă și, de asemenea, remarcat faptul că acesta va fi un mare impuls pentru eforturile sale de a sensibiliza publicul său din Statele Unite. În 2007, Rain a depășit sondajul online al revistei Time deși nu era în lista revistei. A reușit de asemenea să ajungă în lista revistei People, "Cei Mai Frumoși Oameni" din lume.
Concertul de două zile din Statele Unite, Rainy Day New York a fost comercializat și promovat de către compania de producție de concerte din Asia, Rainstone Live. Biletele s-au vândut în câteva zile și concertele au avut Madison Square Garden.

### Rainism si filmele americane: 2007-2009

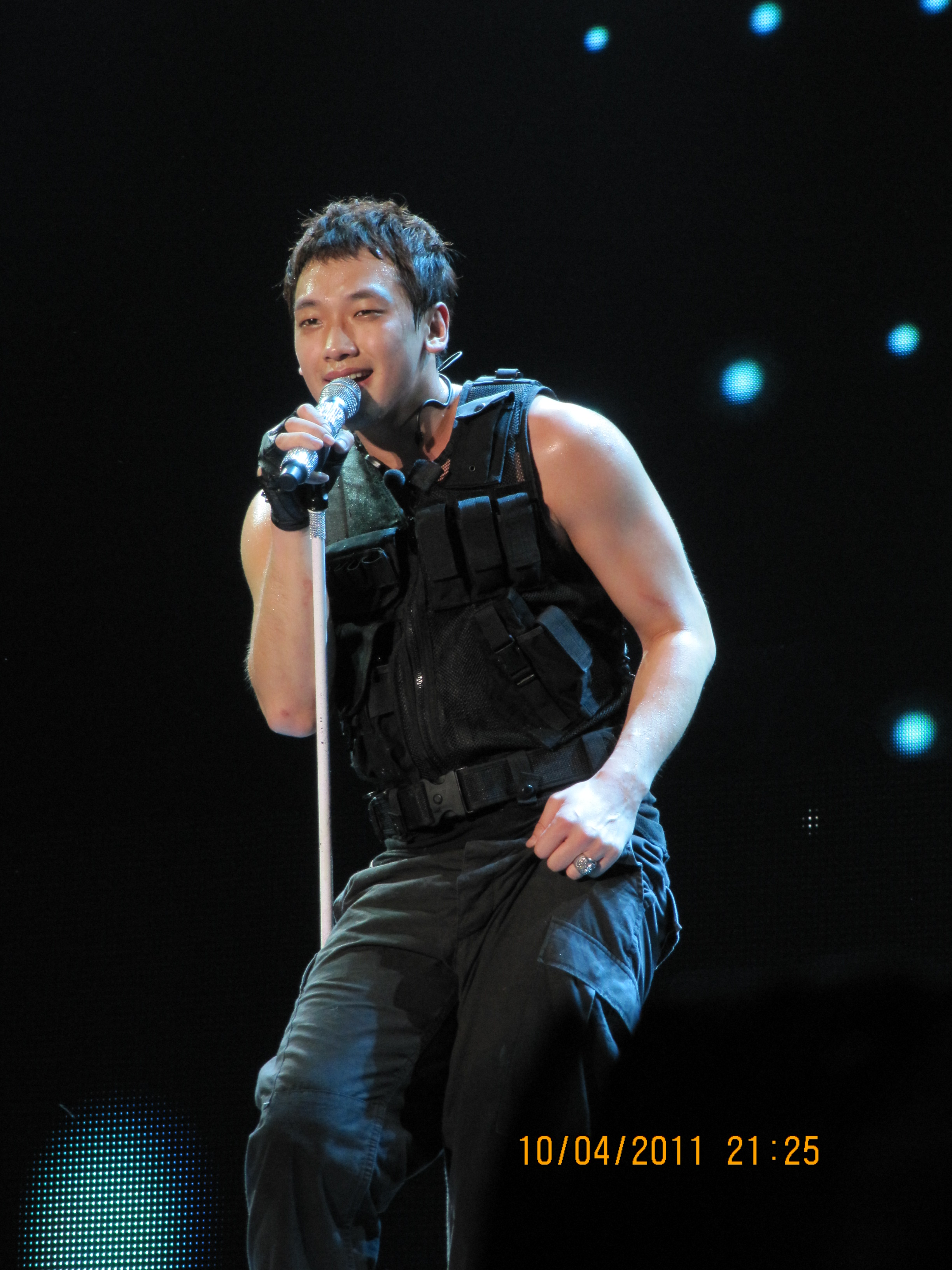
Rain în Malaysia în 2011.

În 2007, Rain a depășit sondajul online al revistei Time: l-a învins pe Stephen Colbert cu 100.000 de voturi. Colbert s-a răzbunat în glumă producând o parodie a videoclipului lui Rain "Ways to Avoid the Sun" numită "He's Singin' In Korean". Stephen Colbert apoi l-a provocat pe Rain la o competiție de dans.
Pe 16 octombrie 2008 Rain și-a lansat cel de-al cincilea album, Rainism. A lansat "Love Story", ca primul single de pe album, în scurt timp urmat de "Rainism". Comisia pentru Protecția Tineretului a catalogat albumul Rainism drept inadecvat pentru persoane sub 18 ani datorită cântecului "Rainism". În "Rainism", versurile (traduse din coreeană) "Tremurând în interiorul corpului tău agitat este bagheta mea magică / Simțind limita de netrecut a mișcării corpului" au fost considerate problematice din cauza referințelor sexuale. Rain a re-lansat o versiune curată a melodiei la puțin timp după aceea, dar în loc să schimbe conținutul albumului original, a etichetat albumul "Rainism" ca fiind nepotrivit pentru persoane sub 18 ani.
În 2008, el a jucat în primul său film american, Speed Racer, regizat de frații Wachowski, unde l-a interpretat pe Taejo Togokahn. Și-a făcut debutul interpretând în rolul principal în Ninja Assassin, ca personajul principal, Raizo. Ninja Assassin a fost regizat de James McTeigue și produs de Joel Silver și frații Wachowski. Proiectul a fost inspirat de scenele cu ninja din Speed Racer, în care Rain i-a impresionat pe frații Wachowski interpretând un luptător. The project was inspired by the ninja scenes featured from Speed Racer, in which Rain had impressed the Wachowskis with his portrayal as a fighter. A câștigat premiul Biggest Badass la MTV Movie Awards din 2010 pentru interpretarea în Ninja Assassin.
Rain a încheiat turneul The Legend of Rainism la Colosseumul de la Palatul lui Cezar din Las Vegas, Nevada în 24-25 decembrie 2009. A interpretat majoritatea cântecelor de pe cel mai recent album, Rainism. Turneul The Legend of Rainism a avut concerte în Japonia, Coreea de Sud, China, Taiwan, Hong Kong, Indonezia și Las Vegas.

### Întoarcerea în Coreea: 2010
Pe 6 aprilie 2010, Rain a lansat un mini-album special intitulat Back to Basic incluzând piese ca "Love Song" și "Hip Song". Pe 30 aprilie 2010, The Korea Times a publicat un articol precizând faptul că Rain va juca într-o nouă dramă numită The Fugitive: Plan B (în coreeană: 도망자). El joacă rolul principal alături de actrița Lee Na Young. Drama a început filmările în iunie 2010 și a fost difuzată la sfârșitul lui septembrie până la începutul lui decembrie de către postul de televiziune KBS2.

### 2011
Apare pentru a doua oară pe lista TIME 100.

## Aspecte juridice și concerte anulate
În februarie 2007, Rain și fosta sa agenție de management, JYP Entertainment precum și organizatorul de concerte Star M Corporation, au fost dați în judecată pentru încălcarea drepturilor de autor ale numelui de scenă "Rain", de către firma de înregistrări din SUA, Rain Corporation. Compania, care lucrează cu o formație muzicală din America intitulată tot "Rain", a cerut ca Rain să renunțe la acest nume în Statele Unite. În iunie 2007, procesul s-a încheiat deoarece Tribunalul Districtului Nevada a hotărât că nu există nici o dovadă care să indice că Rain Corporation va suferi vreun prejudiciu.
În turneul său World 2007, concertele programate în Shanghai, Toronto, San Francisco, și Hawaii au fost anulate, fiind urmate de ultimul concert din Los Angeles. Ultimul eveniment de la Staples Center a fost anulat cu doar două ore înainte de deschidere.
Pe 19 martie 2009, un juriu federal a descoperit că Rain, fosta sa companie JYP Entertainment și alte două companii de promovare, sunt vinovați pentru încălcarea unui contract și fraudarea promoter-ului din Honolulu, Click Entertainment, cu 2 milioane de dolari, după ce concertul din Hawaii a fost anulat și promoterilor nu le-a fost rambursată taxa de licențiere în valoare de 500.000 de dolari. Rain și JYP au fost obligați să plătească 2,4 milioane de dolari fiecare ca daune punitive, un milion de dolari pentru daunele legate de fraudă, și 2,3 milioane de dolari pentru încălcarea contractului. Rain and JYP were ordered to pay $2.4 million each in punitive damages, $1 million for damages related to the fraud, and $2.3 million for breach of contract.
Un alt proces intentat de promotorii Wellmade STAR M a fost respins de către o instanță din Coreea de Sud în 28 ianuarie 2010. Judecătorul Bae Kwang-Kuk a decis în favoarea lui Rain și a învinuit reclamantul pentru pregătirile slabe din jurul turneului anulat din SUA.

## Înrolarea în armată
Rain și-a făcut publice planurile de viitor pe 27 septembrie 2010, la o converință de presă pentru The Fugitive: Plan B. El a declarat că ar putea să se alăture armatei anul viitor pentru servicii obligatorii. El a informat, de asemenea, că va juca într-un film despre avioane de luptă după treminarea dramei. Încă nu există date exacte despre film și intrarea în armată.

## Alte activități

### Six to Five
"Six to Five" a fost prima linie vestimentară a lui Rain, dat fiind că a fost visul lui de a deveni designer de modă. A fost lansată pe 23 decembrie 2008. Mulți artiști au venit să-l susțină, cum ar fi Lee Hyori, Kim Suna, Chae-Rim și Seohyun de la Girls' Generation. El creează și prezintă hainele. "Six to Five" este descrisă de Rain ca ideea de a avea un al șaselea simț. Denumirea de asemenea reprezintă data sa de naștere 6/25.

### J.Tune Entertainment
În noiembrie 2007, Rain a declarat presei că a părăsit JYP Entertainment pentru a-și deschide propria companie, J.Tune Entertainment (anterior cunoscută ca Rainy Entertainment). Trebuia să fie directorul executiv al companiei, dar a spus presei că încă ține legătura cu mentorul și antrenorul său de atâta timp, Park Jin Young. J.Tune a debutat trupa MBLAQ, alcătuită exclusiv din băieți, în octombrie 2009. Rain participă activ în muzica formației, fie prin compunerea versurilor, muzicii sau coregrafia melodiilor.

### Muncă umanitară
Rain a fost implicat în MTV EXIT, o campanie împotriva traficului de ființe umane în Asia. El a prezentat Traffic: An MTV EXIT Special, un documentar care oferă o perspectivă asupra realităților traficului de persoane și aduce informații cu privire la modul în care oamenii se pot proteja, precum și ce pot face pentru a pune capăt exploatării și a traficului.

## Discografie

### Albume de studio coreene
- 2010: Back To The Basic
- 2008: Rainism
- 2006: Rain's World
- 2004: It's Raining
- 2003: How to Avoid The Sun
- 2002: Bad Guy

### Albume de studio japoneze
- 2006: Eternal Rain

### Collaborări/Duete
- "Perfect interaction/Perfect collaboration" cu Wang Lee Hom și Lim Jeong Hee
- "Cassiopeia" cu Lim Jeong Hee
- "Man Up" cu Omarion
- "I Do (versiunea tailandeză)" cu Panadda
- "What I Do Once I Have A Lover" cu G.na

## Filmografie

### Drame
- 2014,SBS:She's So Lovable ca Hyun Wook
- 2010, KBS2: Fugitive ca Ji Woo
- 2005, KBS2: A Love To Kill ca Kang Bok Gu
- 2005, SBS: Banjun Drama
- 2004, KBS2: Full House ca Lee Young Jae
- 2003, KBS2: Sang Doo! Let's Go To School ca Cha Sang Doo
- 2002, SBS: Orange ca el însuși

### Filme
- 2009: Ninja Assassin ca Raizo
- 2008: Speed Racer ca Taejo Togokahn
- 2006: I'm a Cyborg, But That's OK ca Park Il Sun

## Premii
2010
- MAMA: Cel Mai Bun Dans Solo (pentru Love Song)
- MTV Movie Awards: Biggest Badass Star[31]
- Korea Achievement Award given by the Korean Culture & Content Agency[32]
- Green Growth Life Ambassador of South Korea (Lee Da Hae)[33]
- Green Planet Movie Awards: Best International Entertainer (Asia), Asian Cultural Ambassador of The Year, One of The Top 10 Most Outstanding Asians in Hollywood[34]

2009
- Goodwill Ambassador by the Korean Ministry of Agriculture[35]
- Global Publicity Ambassador: City of Seoul[35]
- KBS Hit Chart - Top Albums (Top 1) Rainism Recollection
- HITO Music Awards Tokyo: Best Asian Pop Song "Rainism"
- Asian Television Awards: Hip Korea Discovery Channel (Best Music Program, Best Infotainment Program, Best Cross-Platform Content)[36]

2008
- Bonsang Golden Disk Award[37]
- Style Icon of the Year[38]
- Style Icon of the Year[38]
- SBS Mutizen Award (Top Song: Rainism)[39]
- Korea Image Stepping Stone Award 2008 given by the Korea Image Communication Institute[40]

2007
- MTV Asia's 'Artist of the Month' (January)
- 43rd Baeksang Arts Awards: Best New Actor for (I'm a Cyborg, But That's OK)[41]
- The 59th Berlin Film Festival: Alfred Bauer Prize (I'm a Cyborg, But That's OK))[42]
- Berlin Red Carpet Festival: Best Dressed Artist in the Red Carpet[43]
- 4th Netizen Entertainment Awards: Best Male Singer Award
- Hallyu Grand Award
- 44th DaeJong Film Awards: Overseas Popularity Award
- Best Asian Male Artist in Macau, China[44]
- People's Most Beautiful People list "First-Time Beauties 2007"
- Korean Entertainment Business Association: Star (Music) Award
- 2007 Mobile Entertainment Awards: Best Male Singer[45]
- 1st Korean Film Awards: Best Actor Award

2006
- Time Magazine's 100 Most Influential People Who Shape the World Award[12]
- Mnet Male Artist Award
- Asia TV Awards: Best Movie Style (A Love To Kill)
- MKMF Mnet Awards: Best Male Artist Award[46]
- SBS Gayo Daejun 2006: Bonsang
- RTHK International Pop Poll Award: Top New Actor & Most Sold Asian Albums
- IFPI Hong Kong Music Sale Awards: Korea and Japan Music Award
- HITO Pop Music Awards: HITO Asian Music Awards

2005
- MTV Asia Awards: Favorite Artist Korea[47]
- MTV Korea B Awards: Best Single Award
- MTV China Awards: CCTV Mandarin Music Honors Award
- MTV Video Music Awards Japan: Best buzz Asia from Korea
- Channel V Best Single Award
- Channel V Music Video Awards: Popular Asian Artist
- Andre Kim Awards: Best Star
- KBS Drama (A Love To Kill) (이 죽일놈의 사랑)[48]
- KBS Netizen Award
- Korea Cultural Content Grand Prize - Music Section[49]
- Virgin Radio Hits 40 Awards: Best Asian Artist Award
- Hong Kong Universal Records: Golden Record Award
- LA City Hall - Cultural Exchange between Korea and US Awards

2004
- KBS Artist of the Year
- KBS Best Actor Award
- KBS Excellence Award (Full House)
- KBS Drama Awards: Popularity Award
- MBC Top 10 Artist Award
- SBS Male Performer of the Year Award
- SBS Music Awards: Bonsang & Netizen's Best Popularity Award
- SBS Seoul Gayo Award: Bonsang
- The Korean Music Awards 2004 - Best Artist of the Year Award
- Popularity Award of TV Part (The Baek Sang Arts Grand Award)
- KBS Best Couple Award (Song Hye Kyo)
- Mnet Music Video Festival: Artist of the Year Award
- Mnet Music Video Festival: Song of The Year Award (It's Raining)
- Golden Disc Award: Bonsang
- Andre Kim Star Awards: Actor Section
- The 40th Baek Sang Arts Grand Awards: Popularity Award

2002
- MBC Top 10 Artist Award
- KBS Music Award: New Artist, Most popular Singer Award by producers
- SBS Music Award: New Artist
- SBS Seoul Gayo Award: New Artist
- Mnet Music Video Festival: New Artist
- KMTV Korea Music Award: New Artist
- Golden Disc Award: New Artist